# 恰什尼基平原
恰什尼基平原是白俄羅斯的平原，位於奧爾沙高地以南，長72公里、寬70公里，面積2,500平方公里，平均海拔高度140至160米，最高點海拔高度192米，該地區30%土地可用來耕作。